# Digital Cinema Package
Un DCP (de l'anglès Digital Cinema Package) és un fitxer digital que s'utilitza per emmagatzemar i transportar fluxos de cinema digital, àudio, imatge i dades, és a dir, és la versió digital d'una pel·lícula de 35 mm.
Té diversos avantatges com, per exemple, la mida. En ser un format digital el DCP té cabuda dins un disc dur i, per tant, és fàcilment transportable. Un pendrive de 16GB pot contenir un curtmetratge, tràilers o spots. És molt menys pesat i delicat que les antigues bobines. Cal considerar, també, el factor preu: com que el procés és totalment digital s'estalvien costos i problemes associats al transfer a 35 mm.
La principal característica del DCP és l'emmagatzematge digital, és a dir, la possibilitat de projectar més fàcil i econòmicament, sense deixar de banda l'augment de la qualitat de les projeccions per a la reducció del soroll de les bobines en fer passar el cel·luloide, el tremolor de les imatges en determinades ocasions o el desgast de la banda de so.
En els DC existeixen dos tipus de fitxers amb extensió MXF que són els que el proveïdor farà servir per reproduir el DCP. Un conté la imatge i l'altre el so. La resta de fitxers són d'informació sobre el DCP que necessita el servidor per poder reproduir-los. Un DCP ocupa una ràtio d'un gigabyte per minut. Per tant, una pel·lícula de 90 minuts ocupa uns 100 GB.
El terme ha estat definit per Digital Cinema Initiatives en les seves recomanacions sobre embalatge de continguts de Cinema Digital (DC).

## Història del cinema digital
Al voltant del 2000, es van començar a veure les primeres projeccions en cinema digital que tenien una resolució de 1280x1024 píxels. Per fer-ho, es feia servir un servidor on s'emmagatzemava la pel·lícula en diversos DVD -ROM. La primera pel·lícula projectada d'aquesta manera va ser “Star Wars Eposide I” als EUA. A Espanya, la primera pel·lícula projectada amb aquest sistema va ser “Fantasia 2000”.
Entre el 2001 i 2005, any en el qual apareix de manera oficial el DCP i es crea el consorci DCI es produeixen innovacions pel que fa als sistemes d'emmagatzematge i de projecció definint el format que s'utilitzara a tot el món.
A Espanya fins al 2005 no comencen a aparèixer les primeres sales digitals que projecten sempre en 2D i 3D, però que seran els impulsors de la digitalització. Finalment, el 2007 es fa la primera projecció digital i a partir d'aquest moment comença la digitalització de totes les sales de manera d'accelerada.

## Evolució i tipus DC
L'any 1999, el cine digital comença a donar els seus primers senyals de vida. El format DCP encara no existia, però s'utilitzava ja un servidor en el qual s'emmagatzemava el film i la seva reproducció a través d'un DVD.
El 2002 els set estudis nord-americans més potents (Fox, MGM, Sony, Universal, Warner, Paramount i Disney) es van unir per crear DCI, la labor de la qual era acordar i crear uns estàndards tècnics específics per al cinema digital. El conjunt de normes que se'n van derivar són les DCI i tot servidor que volgués reproduir en aquest format havia de complir-les El format es va denominar INTEROP.
Més endavant, apareix un format més nou SMPTE (Society of Motion Picture and Television Engineers), que serà el que s'imposarà per ser compatible amb el DCI i per permetre un ventall més ampli de possibilitats pel que fa a la reproducció de la imatge que pot passar de 25 a 30 fotogrames per segon davant els 24 tradicionals que manté el format DCI.
La diferència entre els dos formats està en el sistema de subtitulat, incompatibles entre si, però millorat en el cas d'SMPTE.

## Formats de reproducció DCP
De vídeo hi ha tres formats: Flat, Full i Scope:
- Flat: té una resolució de 1998 x 1080 píxels.
- Full: té una resolució 2048 x 1080 píxels. No s'utilitza.
- Scope: és el format més panoràmic, amb 2048 x 858 píxels.

Pel que fa a l'àudio, té la màxima qualitat possible.

## Sistemes d'emmagatzematge
Els DCP poden tenir dos tipus d'emmagatzematge en funció dels diferents tipus de duració. Els anuncis, tràilers i curts de menys de 10 minuts de duració solen emmagatzemar-se en pendrives perquè ocupen molt poc espai. En canvi, els curts superiors a 10 minuts, els documentals i les pel·lícules solen emmagatzemar-se en discs durs que poden ser de 2,5″ autoalimentables o de 3,5″ amb carcassa protectora.

## Servidors DCI
Els servidors DCI són els que s'encarreguen de gestionar els DCP, crear llistes de reproducció i enviar la informació al projector. Pràcticament tenen un funcionament similar permetent la còpia a USB. Majoritàriament estan basats en Linux, encara que també hi ha que s'executen en Windows. Existeixen al mercat bàsicament quatre marques de servidors al mercat, però tots són compatibles amb la norma DCI.

## Xifrat dels DCP
Un fitxer DCP és possible copiar-lo i veure'l a qualsevol servidor de cinema. Quan es tracta d'anuncis o documentals no hi ha problema, però quan parlem de pel·lícules aquest fet pot provocar problemes. El distribuïdor pot triar per xifrar els arxius MXF per combatre la pirateria. Les claus de xifrat són diferents per a cada projector i es generen i transporten a través del sistema de protecció i control KDM (Key Delivery Message). Una de les particularitats dels KDM és que mai venen el disc de la pel·lícula. La via de lliurament sol ser diferent i normalment es fa via e-mail o en un pendrive a part que quan s'introdueix al servidor desbloqueja la pel·lícula i permet la seva reproducció.
El sistema de protecció KDM (Key Delivery Message) protegeix la pel·lícula de tres maneres: Primer creant els arxius JPEG2000 que no permet reproduir el DCP en un dispositiu que sigui adequat. Segon amb el control de reproducció per temps i tercer limitant el servidor on es podrà reproduir.

## 3D i DCP
El format DCP també s'utilitza per emmagatzemar continguts (3D). El sistema digital en 3D simula l'efecte que es produeix a l'ull humà mentre percep un objecte tridimensional. El procés es genera quan el projector digital reprodueix les imatges de l'ull esquerre i de l'ull dret a 144 imatges per segon, intercaladament. A causa de la velocitat de les imatges i les ulleres utilitzades, cada ull de l'espectador rep les imatges des de punts de vista diferents, fet que fa que el cervell interpreti profunditat a través de la fusió de les imatges.